# Меліоранський Платон Михайлович
Платон Меліоранський (30 листопада 1868, Санкт-Петербург — 29 травня 1906, там само) — тюркознавець Російської імперії. Брат Б. Меліоранського та В. Меліоранського.

## Біографія
Народився 30 листопада 1868 року у Санкт-Петербурзі. Середню освіту здобув у школі при лютеранській школі св. Катерини.
У 1891 році закінчив факультет східних мов (арабсько-персько-турецько-татарський розряд) Петербурзького університету. Додатково вивчав тюркські мови під керівництвом Вільгельма Радлова. Після закінчення навчання лишився в університеті і в 1894 році, як приват-доцент почав читати лекції на факультеті східних мов університету. В 1899 отримав ступінь магістра за дисертацію «Пам'ятник на честь Кюль Тегіна», темою для якої дало йому відкриття в 1893 датчанином В. Томсеном ключа до орхонсько-єнісейських написів. У 1901 році отримав ступінь доктора і тоді ж був призначений екстраординарним професором. В 1902 був призначений секретарем східного факультету, в грудні 1905 став ординарним професором.
Під час навчання в університеті, 1890 року, їздив до Оренбурзької губернії де вивчав киргизький прислівник. Зібравши солідний матеріал з фольклору видав свою першу друковану працю: «Киргизькі прислів'я та загадки». — Т. VII. — 1893)). У 1893 році від університету був відряджений досліджувати рукописи у європейських бібліотеках (особливо в Лондоні та Оксфорді) — результатом стала стаття «Сказання про пророка Саліха» (в ювілейній збірці професора барона В. Р. Розена, 1897) та докторська дисертація «Араб- філолог про турецьку мову» (1900) та її продовження: «Араб-філолог про монгольську мову».
Досліджував історію тюркських мов, пам'ятники давньотюркської писемності («Про Орхонські та Єнісейські надгробні пам'ятки з написами», 1898; "Пам'ятник на честь Кюль-Тегіна ", 1899; «Про Кудатка Біліка Чингіз хана», 1999).